# Гарден-Гроув (Айова)
Гарден-Гроув (англ. Garden Grove) — місто (англ. city) в США, в окрузі Декатур штату Айова. Населення — 174 особи (2020).

## Географія
Гарден-Гроув розташований за координатами 40°49′36″ пн. ш. 93°36′26″ зх. д. / 40.82667° пн. ш. 93.60722° зх. д. (40.826579, -93.607193).  За даними Бюро перепису населення США в 2010 році місто мало площу 1,80 км², уся площа — суходіл.

## Демографія
Згідно з переписом 2010 року, у місті мешкало 211 особа в 78 домогосподарствах у складі 49 родин. Густота населення становила 118 осіб/км².  Було 103 помешкання (57/км²).
Расовий склад населення:
| - 97,6 % — білих - 0,9 % — чорних або афроамериканців |

До двох чи більше рас належало 1,4 %. Частка іспаномовних становила 0,9 % від усіх жителів.
За віковим діапазоном населення розподілялося таким чином: 27,0 % — особи молодші 18 років, 64,9 % — особи у віці 18—64 років, 8,1 % — особи у віці 65 років та старші. Медіана віку мешканця становила 38,1 року. На 100 осіб жіночої статі у місті припадало 106,9 чоловіків;  на 100 жінок у віці від 18 років та старших — 105,3 чоловіків також старших 18 років.
Середній дохід на одне домашнє господарство  становив 47 031 долар США (медіана — 42 813), а середній дохід на одну сім'ю — 45 585 доларів (медіана — 38 125). За межею бідності перебувало 32,9 % осіб, у тому числі 56,7 % дітей у віці до 18 років та 21,4 % осіб у віці 65 років та старших.
Цивільне працевлаштоване населення становило 87 осіб. Основні галузі зайнятості: освіта, охорона здоров'я та соціальна допомога — 28,7 %, виробництво — 17,2 %, публічна адміністрація — 13,8 %.